# Vulpia bromoides
Vulpia bromoides es una especie forrajera nativa de Europa, África del Norte, y Asia Menor.  Fue introducida a Norteamérica, Sudamérica, Hawái, Puerto Rico, etc.

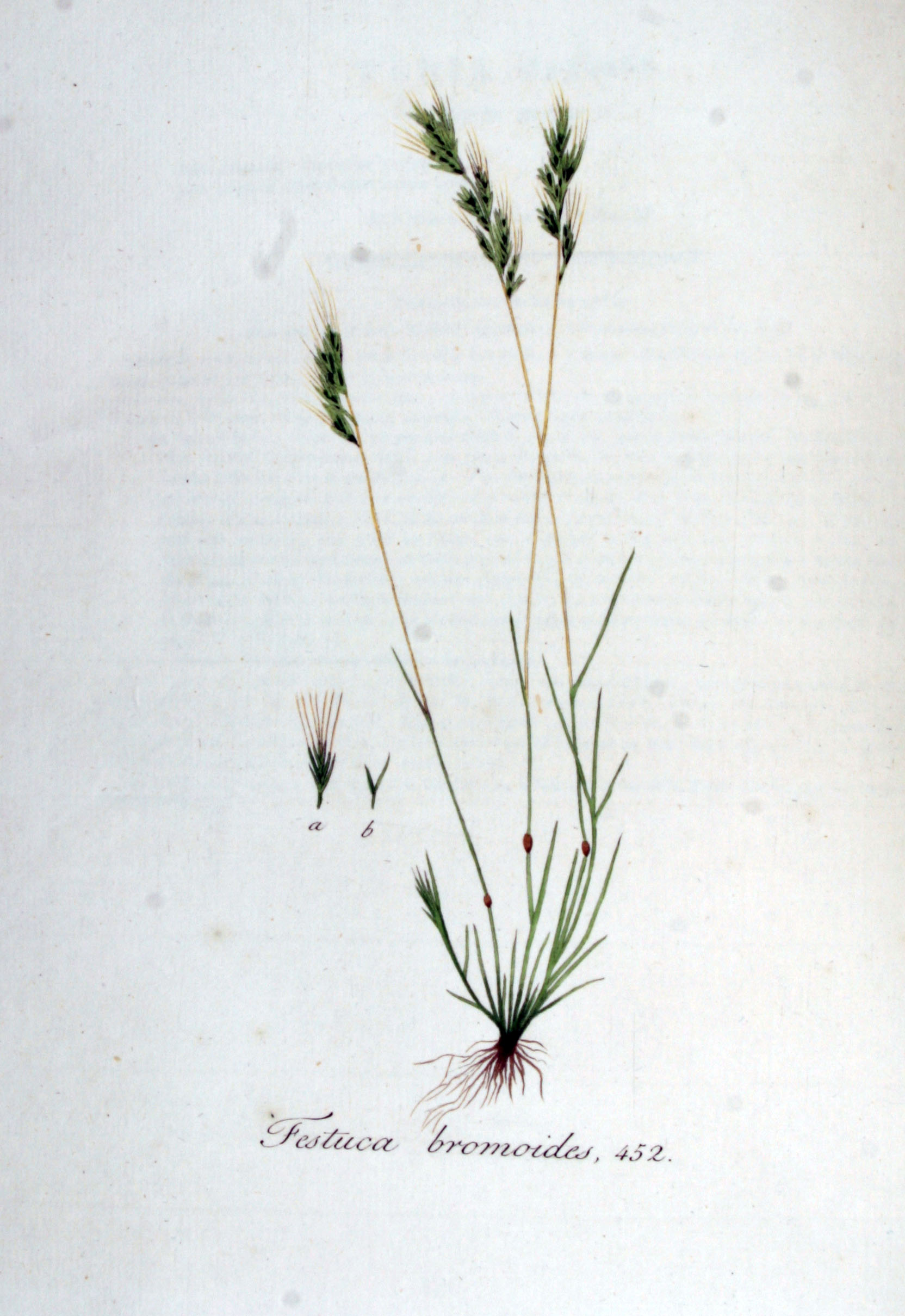
Ilustración

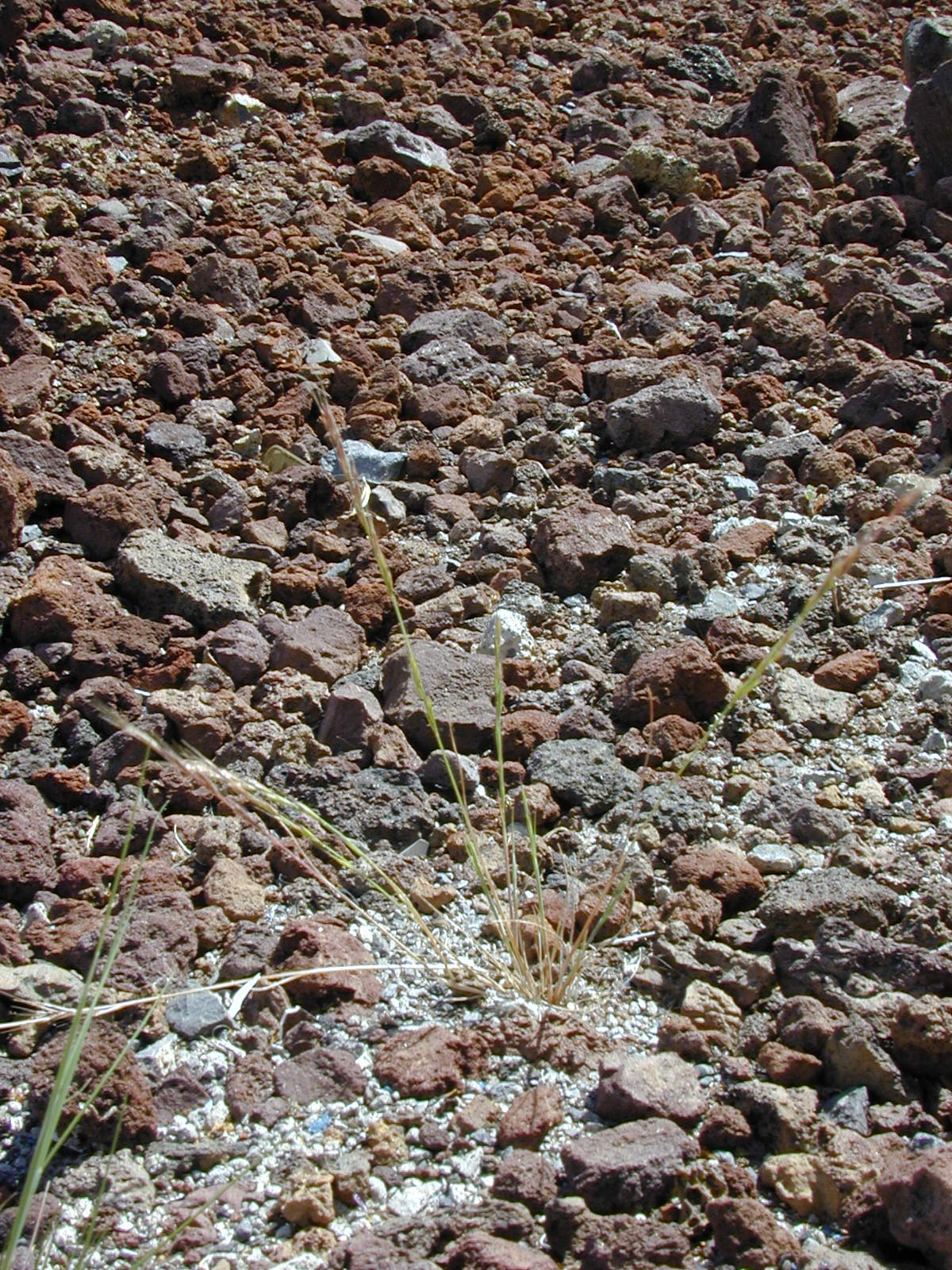
Vista de la planta en su hábitat

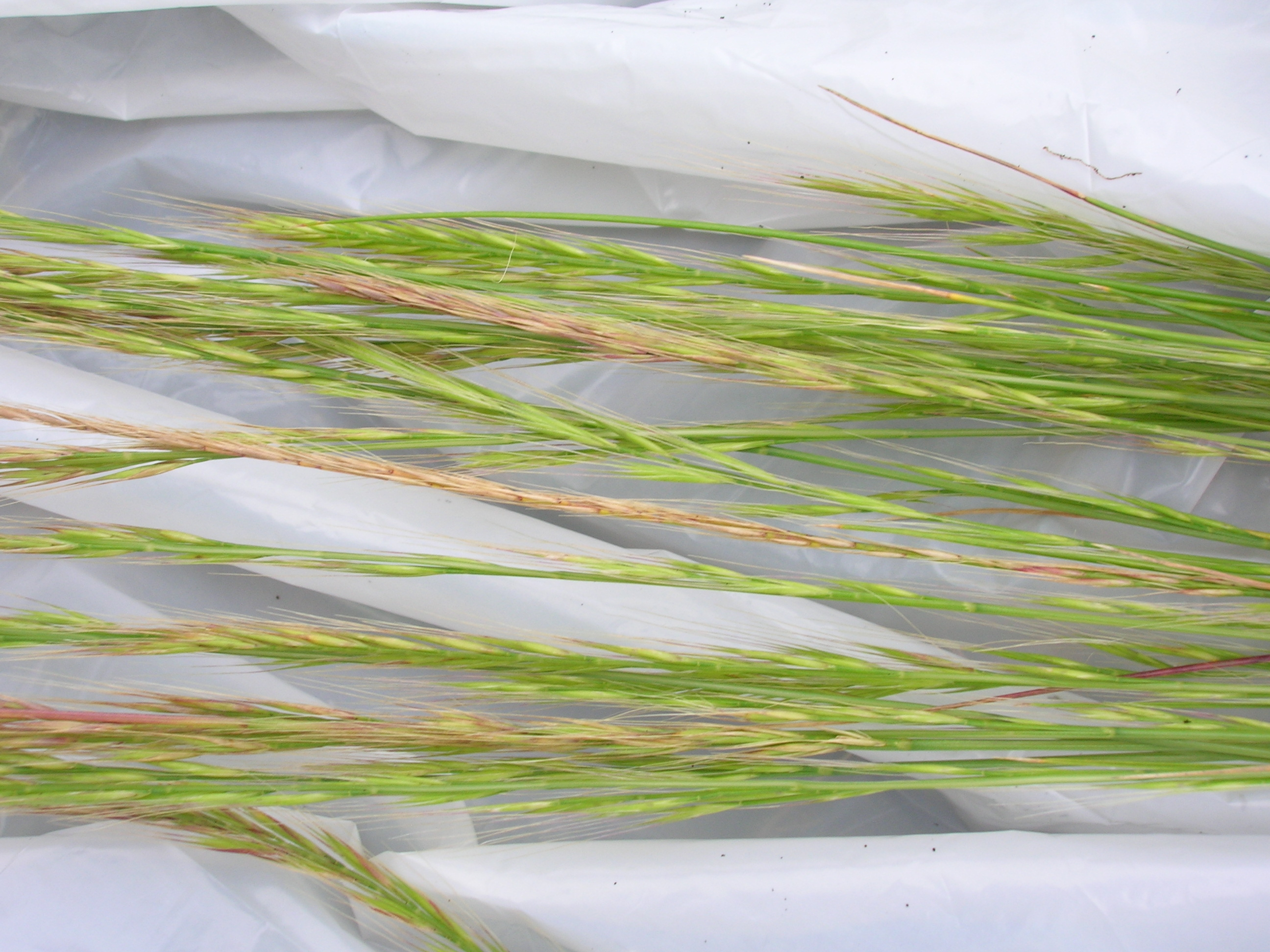
Espigas

## Descripción
Como otras especies del género Vulpia, su identificación és difícil. Esta en particular es parecida a Vulpia myuros (Kunth) Nees y a Vulpia myuros (L.) C.C.Gmel., de las que se distingue porque la gluma inferior mide más de la mitad de la superior. Las tres especies se pueden encontrar en ambientes similares, aunque V. bromoides se cría en sitios más húmedos que los otros dos taxones.

## Distribución y hábitat
Es nativa de Europa, África del Norte, y Asia Menor. Es una planta introducida a Sudamérica, y en Norteamérica en el occidente de Canadá, sur y oeste de Estados Unidos, y norte de México. En España se encuentra en Alicante, Barcelona, Castellón, Gerona, Islas Baleares y Valencia donde aparece como hierba propia de los pastizales de anuales silicícolas, sobre suelo arenoso y poco profundo. 

## Taxonomía
Vulpia bromoides fue descrita por (L.) Gray y publicado en A Natural Arrangement of British Plants 2: 124. 1821.
Etimología
El nombre del género fue nombrado en honor del botánico alemán J.S.Vulpius (1760–1840)
bromoides: epíteto latino compuesto que significa "similar a Bromus.
Sinonimia
- Bromus dertonensis All.
- Festuca bromoides L.
- Festuca dertonensis (All.) Asch. & Graebn.
- Festuca dertonensis var. sciuroides (Roth) Briq.
- Festuca geniculata var. monandra Döll
- Festuca myuros subsp. sciuroides (Roth) Rouy
- Festuca myuros var. bromoides (L.) Wimm. & Grab.
- Festuca myuros var. sciuroides (Roth) Coss. & Durieu
- Festuca sciuroides Roth
- Vulpia bromoidea St.-Lag.
- Vulpia dertonensis (All.) Gola
- Vulpia myuros subsp. sciuroides (Roth) Rouy
- Vulpia myuros var. bromoides (L.) Parl.
- Vulpia sciuroides (Roth) C.C.Gmel.[2]
- Bromus ambiguus Cirillo
- Distomischus sciuroides (Roth) Dulac
- Distomischus subuniglumis Dulac
- Festuca brachypoda Font Quer
- Festuca commutata Scheele
- Festuca hordeiformis Wulfen ex Steud.
- Festuca onurus Willd. ex Spreng.
- Festuca panormitana Guss.
- Festuca uniglumis Aiton
- Festuca willemetii Savi
- Lolium bromoides (L.) Huds.
- Mygalurus bromoides (L.) Link
- Mygalurus uniglumis (Aiton) Link	* Vulpia exserta St.-Lag.
- Vulpia granulata Sennen
- Vulpia panormitana Parl.
- Vulpia uniglumis (Aiton) Dumort.
- Zerna bromoides (L.) B.D.Jacks.[4][5]